# Musambe Tutu
Jeff Aaliya (Acra, Ghana; 15 de julio de 1974), más conocido como Musambe Tutu, es un ex-físicoculturista, entrenador, promotor y luchador profesional ghanés. Se lo conoce por su paso en 100% Lucha, durante la segunda temporada hasta la última.
Conocido también como El Guerrero Ashanti, hizo su debut en el programa en el 2006 haciendo dupla junto a Vicente Viloni. La descripción oficial de su personaje rezaba "Es un noble guerrero Ashanti que luchó para resguardar el oro de su país Ghana". Actualmente tiene su propia promoción y escuela llamada Lucha Extrema.

## Carrera como Luchador Profesional

### 100% Lucha

#### 2006
Apareció en el 2.º programa del 2.º Torneo con un empate frente al Teniente Steve Murphy con quien mantuvo una rivalidad, luego consiguió varias victorias consecutivas afianzándose rápidamente en la punta. Participó en el 1º Torneo de Duplas junto con el Hombre Gato Felino, pero quedó eliminado al empatar frente a la dupla del Teniente Steve Murphy & el Hombre Simio Khumo. Comenzó a hacer dupla junto con el Rocker Vicente Viloni ganando en todas las ocasiones y siendo una de las mejores duplas. El 26 de noviembre se enfrentó a La Masa en una lucha "sin decisión" que dio lugar a una rivalidad que no prosperó con el tiempo, en las fechas siguientes derrotó al Hombre Perro Rotwailer y a Torticolis. Cerró el año en el 1º puesto junto a La Masa y al Rocker Vicente Viloni.

#### 2007
Comenzó el año con un triunfo frente al escocés Mc Floyd, luego derrotó al Hombre de Hielo Gorutta Jones siendo el primero que logró vencerlo. Una semana después perdió su invicto frente al Teniente Steve Murphy. Luego de 1 mes inactivo reapareció en una 4x4 en la que salió ganador el escocés Mc Floyd, con quien perdería dos semanas más tarde. El 22 de abril derrotó a su amigo Vicente Viloni asegurándose un lugar en los Play-off. Ya en ellos derrotó en Octavos de Final al Irresistible Fabrizzio Delmonico, en Cuartos de Final al Rapper Hip Hop Man pero perdió en la semifinal frente a La Masa, quien luego se consagraría campeón.
Participó en el 2.º Torneo de Duplas junto con el Rocker Vicente Viloni siendo eliminados en semifinales por el escocés Mc Floyd & el Teniente Steve Murphy. Luego participó en el especial 4x4 en el que salió ganador el Rapper Hip Hop Man. Comenzó el 3. Torneo por el "Bastón Luxor" con una derrota frente a La Masa y un comienzo bastante irregular. El 2 de septiembre participó junto con el futbolista Chucho Baigorria en duplas derrotando a la Dupla del Terror (al francés Cara de Máscara & a El Amo de la Oscuridad Sodrak). Unas semanas más tarde perdió frente al Doctor Calambre Arturo Mardalis alternando en las semanas siguientes victorias y derrotas clasificando con lo justo para los Play- off donde no duraría mucho ya que perdió frente a La Masa en Octavos De Final.
Participó en una batalla de 12 hombres para decidir al octavo clasificado para la Unificación de Títulos pero no logró ganar, siendo el colectivero Tito Morán el ganador.

#### 2008
Inauguró la temporada con una derrota en duplas junto con el Hombre Gato Felino frente a Mosca & Torticolis con otro comienzo irregular con más victorias que derrotas. El 6 de abril derrotó al último campeón Gorutta Jones ganando su tercera lucha individual frente al canadiense sobre 3 disputadas. Debutó en el Campeonato de Pesos Pesados con una victoria ante Torticolis y luego ante el francés Cara de Máscara pero no logró ganar siendo La Masa el campeón. Clasificó a los Play-off en el cuarto Puesto con 27 pts derrotando a Mosca en Octavos De Final pero siendo derrotado por Mc Floyd en Cuartos de Final.
Volvió a hacer dupla junto con el Rocker Vicente Viloni en el 3º Torneo de Duplas perdiendo en semifinales ante la dupla de gigantes (La Masa & Gorutta Jones). Luego en el quinto Torneo por los grilletes maximus, luchó solamente una vez y no tuvo oportunidad de título.

#### 2009
Tuvo una pésima temporada que arrancó con una derrota ante Mosca, luego le llegó una derrota ante La Masa, Luego otra derrota más y un empate ante el Irresistible Fabrizzio Delmonico, para finalizar el año con un triunfo ante el Hombre Perro Rot wailer. Durante otro año, Musambe seguía sin título.

#### 2010
Debutó el 23 de mayo por el Dragón de Quianlong con una derrota ante La Masa. Derrotó al Leñador Ruso Dimitri Kazov vengando a su amigo Vicente Viloni y lesionando al Leñador Ruso. Luego consiguió varios triunfos ante el Tucumano Huevo Gutiérrez & ante el Cubano Ricky Dragone y cuando parecía que pelearía el Campeonato volvió a quedarse atrás. Ingresó para luchar por el lesionado Vicente Viloni frente a El Primo pero perdió. Unas semanas más tarde derrotó al Metalero Van der Hoisen y a Mosca asegurandosé su lugar en los Play-off. Terminó en el séptimo puesto con 17 pts.. En los playoffs enfrentó a El Primo quedando descalificado por conteo fuera del ring, por el Huevo Ninja que El Primo le arrojó en la cara.

### Lucha Extrema (2012-presente)
Creó el nuevo grupo de lucha llamado "Lucha Extrema", han realizado múltiples presentaciones, las más destacadas en el Teatro Argentino y en Plaza Moreno ambos lugares son pertenecientes a la ciudad de La Plata. Próximamente estarán haciendo su debut en la televisión.

#### Copa Ciudad de La Plata (2012)
.

#### Siguientes años (2013–2015)
.

#### Campeonato Argentino de Lucha Extrema (2015–2016)
.

#### Varias rivalidades (2016–presente)
El 24 de abril de 2016, Musambe Tutu regresó a Lucha Extrema con una victoria ante Black Jack, durante el combate Musambe tuvo actitudes de un luchador Tweener. El 8 de mayo, Musambe Tutu logró vencer a D-Jango, el Bombero y durante el combate su actitud tweener se vio más fuerte. El 15 de mayo, Musambe Tutu fue derrotado por Mike Stallone quien regresó luego de casi 7 meses de inactividad, en medio de la pelea Rob Dickinson ayudó a Mike Stallone a derrotar a Musambe Tutu. El 29 de mayo, Musambe Tutu regresó a Lucha Extrema junto con su gran compañero Vicente Viloni atacando a Rob Dickinson y Mike Stallone, durante la pelea de Dickinson ante Stacy Boom en donde fue derrotado.

#### Rivalidad con Kings of Mics (2017–presente)
El 10 de junio de 2017 durante Nueva Generación 2017, él se iba a enfrentar ante Rob Dickinson en una lucha de Último Hombre de Pie, sin embargo la lucha nunca comenzó ya que Tutu atacaría salvajemente a Dickinson antes de iniciar la lucha y lo lesionaría en una de sus rodillas, dejándolo inactivo por casi el resto del año. Dickinson regresaría el regresaría el 9 de diciembre durante Xplosión Xtrema 2, donde Tutu sería atacado por Dickinson y Lucho Costa para formar un nuevo equipo llamado Kings of Mics.

## Vida personal
Nació el 15 de julio de 1974 en Acra, Ghana. En su infancia, miraba por televisión lucha libre de los Estados Unidos junto a su madre. Ese fanatismo por la disciplina hizo que practicara varias artes marciales y comenzara a viajar por el mundo. En su juventud, ganó un torneo de fisiculturismo y fue campeón sudafricano. A los 22 decidió hacer un viaje por Centroamérica. Empezó por Cuba, luego Ecuador y después, en 1997, Argentina. En el año 1998 decidió radicarse allí. En ese mismo año, en Mar del Plata, conoció a Paula con la que estableció una relación sentimental. En Ghana quedaron su madre, su padre, su hermana y el resto de la familia. 
En el año 2000, se mudó a La Plata, ciudad en la que nació Paula, y en 2002 se casaron. La pareja tiene dos hijos, Jefferson nacido en 2003, y Lee en 2004. Ambos hijos son jugadores profesionales de básquetbol.
Aaliya actuó en varias publicidades y fue extra en algunos programas de ficción de Telefe, entre ellos Los Simuladores. En Videomatch participó en un campeonato de fisiculturismo donde ganó premios. Por su participación en ese programa, fue contactado por el representante de Ricardo Arjona, quien lo invitó a participar en el videoclip ‘El Minuto’. En la filmación del mencionado videoclip, conoce a un integrante del staff de “100% Lucha”, quien hacía el personaje “Ofidius”, y él lo invitó a participar. Pasó la prueba de casting, por lo que firmó un contrato por tres años y debutó en el inicio de la segunda temporada en el 2006.
Con el apoyo del club Sud América, en donde entrenaban sus hijos, instaló un gimnasio. Al tiempo, el gimnasio se transformó en una escuela de “Lucha Libre”. En 2018, fue desvinculado del club, por lo que tuvo que mudar su escuela de ubicación.

## En lucha
- Movimientos finales
  - Curl Asante! (Powerslam)
  - Cabezazo a lo Zidane (Headbutt)
  - Gorilla Press Drop
  - Armbar
- Movimientos de firma
  - Clothesline
  - Leg Drop
  - Big Boot
  - Suplex
- Apodos
  - El Guerrero Ashanti
- Música de entrada
  - "Ashanti Musambe" (100% Lucha; 2006 – 2010)
  - "Musambe, Guerrero Ashanti" (Lucha Extrema; 2012 – presente)
  - "De Ida" de Vivos (Lucha Extrema; 21 de julio de 2015 – 11 de septiembre de 2016)
  - "Musambe Tutu" (Lucha Extrema; 9 de diciembre de 2017 – presente)